# Praia da Maranduba

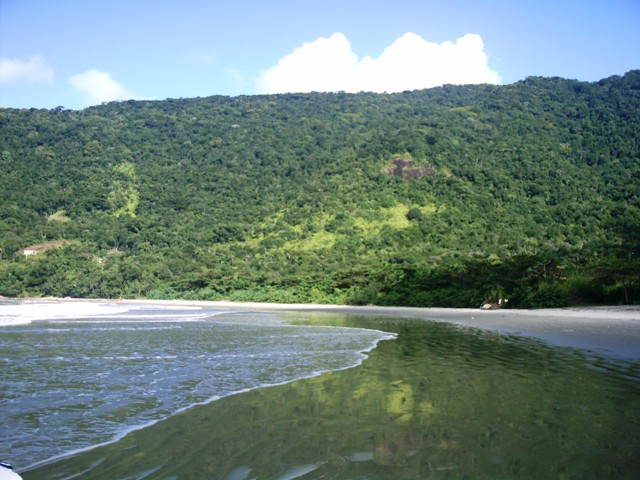
A praia de maranduba

Maranduba é uma praia do município de Ubatuba, no litoral norte do estado de São Paulo, Brasil.
A Maranduba está localizada a 25 quilômetros do centro e possui centro comercial, quiosques, hotéis, pousadas, restaurantes, lojas, postos de gasolina, bancas de jornais e sub-prefeitura. Sua orla disputa com a Praia Grande um dos pontos de maior movimento da região. Tem vida noturna, bares e quiosques com música ao vivo.
Com sua vizinha, a Praia da Lagoinha, forma uma das mais extensas orlas de Ubatuba.
E tem uma rodovia de maranduba BR-101.

## Ver  Também
- Ubatuba
- Praia Grande